# 熱泉祕鱂
熱泉祕鱂為輻鰭魚綱鯉齒目鯉齒亞目鯉齒鱂科的其中一種，分布於亞洲伊朗的淡水水域，體長可達7公分，棲息在中底層水域。

## 擴展閱讀
維基物種上的相關：熱泉祕鱂